# Índia nos Jogos Olímpicos de Verão de 2020
A Índia participa nos Jogos Olímpicos de Verão de 2020. O responsável pela equipa olímpica é a Associação Olímpica da Índia, bem como as federações desportivas nacionais da cada desporto com participação. Participa com 120 atletas em 18 desportos.